# Alison Fiske
Alison M. Fiske (Bedfordshire, 2 agosto 1943 – 26 luglio 2020) è stata un'attrice britannica.
Membro della Royal Shakespeare Company, recitò in numerose opere shakespeariane, tra cui Molto rumore per nulla (Londra, 1971), Il mercante di Venezia (Londra, 1972), Otello (Tour britannico, 1973) e La dodicesima notte (Stratford-upon-Avon, 2001). Nel 1977 vinse il Laurence Olivier Award alla miglior attrice per la sua performance in Dusa, Fish, Stats and Vi.

## Filmografia parziale

### Televisione
- The Doctors - serie TV, 8 episodi (1969)
- L'ispettore Barnaby - serie TV, 1 episodio (2001)